# تيلتي
تيلتي، (بالإنجليزية: Telti)‏، (سردينيا: Télti) هي بلدية في مقاطعة ساساري، شمال سردينيا(إيطاليا).

## السكان
في سنة 1861 بلغ عدد السكان 738 نسمة، وتطور العدد ليصل في سنة 2011 لـ 2٬222 نسمة.
يظهر هذا المخطط البياني تطور النمو السكاني لـ تيلتي